# Ujung Deleng (Sibolangit)
Ujung Deleng is een bestuurslaag in het regentschap Deli Serdang van de provincie Noord-Sumatra, Indonesië. Ujung Deleng telt 161 inwoners (volkstelling 2010).